# 福島さくら遊学舎
福島さくら遊学舎（ふくしまさくらゆうがくしゃ）は、福島県田村郡三春町にあるアニメミュージアムである。

## 概要
日本初の本格的なアニメーションミュージアムとして、三春町の第三セクター、三春まちづくり公社が町の指定管理者として管理運営する三春町旧桜中学校交流施設（旧・三春町立桜中学校、2013年閉校）内に2015年4月に開館した。地元雇用創出と観光拠点開発を通し、福島の震災復興に寄与していくことを目指す。アニメーターの仕事を体感し制作工程を学ぶ常設展示のほか、アニメーションに関わる各種企画展を随時開いている。
アニメ制作会社ガイナックス（東京都）が2014年に設立し、同館内に本社を置く株式会社福島ガイナックス（現・株式会社ガイナ）が開館時から運営していたが、同社の木下グループ傘下入りに伴う東京都小金井市への本社移転に際し、2018年に株式会社福島ガイナが設立され、ミュージアムの運営事業を分離承継した。

## 所在地
福島県田村郡三春町大字鷹巣字瀬山213番地

## アクセス
- 磐越自動車道の船引三春ICから10分
- 三春駅からバスまたはタクシーに乗車、約20分。桜中学校で下車
- 郡山駅から三春行きバスに乗車、日陰橋で下車。徒歩30分